# Église Saint-Michel-et-Saint-Gabriel de Brestač
Pour les articles homonymes, voir Église Saint-Michel-et-Saint-Gabriel.
L'église Saint-Michel-et-Saint-Gabriel de Brestač (en serbe cyrillique : Црква Светих Арханђела Михаила и Гаврила у Брестачу ; en serbe latin : Crkva Svetih Arhanđela Mihaila i Gavrila u Brestaču) est une église orthodoxe serbe située à Brestač, dans la province de Voïvodine, dans le district de Syrmie et dans la municipalité de Pećinci en Serbie. Elle est inscrite sur la liste des monuments culturels de grande importance de la république de Serbie (identifiant no SK 1262).

## Présentation
L'église de Brestač a été construite en 1792. Elle est constituée d'une nef unique prolongée par une abside demi-circulaire ; la façade occidentale est dominée par un haut clocher. Les façades sont horizontalement rythmées par des corniches, notamment celles qui courent au-dessous du toit ; sur le plan vertical, elles sont rythmées par des pilastres doubles dépourvus de décoration.
L'iconostase a été réalisée par le sculpteur sur bois Pavle Bošnjaković en 1822 ; le doreur Dimitrije Lazarević a participé à la réalisation de cet ensemble. Les icônes, tout comme les peintures du trône de l'archiprêtre et les fresques, sont l'œuvre du peintre Konstantin Lekić, qui les a réalisées en 1834.